# Friedrich Werders Sendung
Friedrich Werders Sendung è un film muto del 1916 diretto da Otto Rippert. Fu il film d'esordio di Carl de Vogt che appare in uno dei ruoli principali: l'attore avrebbe in seguito lavorato nei primi film di Fritz Lang.

## Produzione
Il film fu prodotto dalla Lloyd-Film GmbH. Venne girato al Luna-Film-Atelier di Berlino, tratto dal romanzo di Hans Land.

## Distribuzione
Il film uscì nelle sale tedesche nel 1916.